# Juan Flores (football, 1976)
Cet article possède des homonymes et des paronymes, voir Juan Flores et Flores.
Juan Ángel Flores Ascencio, né le 25 février 1976 à Lima au Pérou, surnommé Chiquito (« le petit »), est un footballeur international péruvien. Il évoluait au poste de gardien de but.

## Biographie

### Carrière en sélection
Avec l'équipe du Pérou, Juan Flores joue six matchs (sept buts encaissés) entre 1999 et 2007. 
Il figure dans le groupe des sélectionnés lors des Copa América de 1997 et de 2007 et se classe quatrième de la compétition en 1997.
Il joue également deux matchs comptant pour les tours préliminaires de la coupe du monde 2006.

## Palmarès
Universitario de Deportes
- Championnat du Pérou (2) :
  - Champion : 1999 et 2000.